# South Australian Super League
De South Australian Super League is de hoogste voetbalcompetitie van de Australische staat Zuid-Australië. Nationaal gezien is de Super League het tweede voetbalniveau en het is één niveau lager dan de A-League. De Super League wordt georganiseerd door de Football Federation of South Australia (FFSA). De Super League verving in 2006 de South Australian Premier League als hoogste competitie van de staat. 

## Opzet
De Super League omvat tien clubs. Alle clubs spelen tegen iedere andere clubs eenmaal thuis en eenmaal uit. Jaarlijks degradeert na afloop van het seizoen de laatst geklasseerde club naar de Premier League. De kampioen van de Premier League promoveert jaarlijks naar de Super League.

## Winnaars
- 2006: Adelaide City